# Yankuai Shan
Yankuai Shan (chinesisch 嚴酷矮山 ‚Schroffer, kleiner Berg‘) ist ein 137 m hoher Hügel auf King George Island im Archipel der Südlichen Shetlandinseln. Er ragt westlich der Große-Mauer-Station im Zentrum der Fildes-Halbinsel auf.
Chinesische Wissenschaftler benannten ihn im Zuge von Vermessungs- und Kartierungsarbeiten im Jahr 1986.